# Aleksandr Ałtunin
Aleksandr Tierientjewicz Ałtunin (ros. Александр Терентьевич Алтунин, ur. 14 sierpnia 1921 we wsi Stieklanka w rejonie kałaczinskim w guberni omskiej, zm. 15 lipca 1989 w Moskwie) – radziecki dowódca wojskowy, generał armii (1977), Bohater Związku Radzieckiego.

## Życiorys
Do 1936 ukończył 8 klas szkoły, 1937-1939 pracował w rejonowym oddziale finansowym we wsi Mołotowo (obecnie wieś Irtysz), od sierpnia 1939 był żołnierzem Armii Czerwonej. Skończył wojskową szkołę piechoty w Omsku, a w czerwcu 1941 szkołę piechoty w Nowosybirsku. 
Po ataku Niemiec na ZSRR brał udział w walkach frontowych, w lipcu 1941 był zastępcą dowódcy ds. politycznych, potem dowódcą kompanii saperów 270 pułku strzeleckiego Frontu Zachodniego, uczestnik walk obronnych na Białorusi i w rejonie Smoleńska, 27 lipca 1941 ciężko ranny w głowę i w rękę, przez 2 miesiące przebywał na leczeniu. W październiku-listopadzie 1941 dowódca kompanii strzeleckiej Zapasowej Brygady Piechoty Północnokaukaskiego Okręgu Wojskowego, od listopada 1941 do stycznia 1942 dowódca kompanii i batalionu 633 pułku strzeleckiego, walczył na Froncie Zakaukaskim i Kaukaskim. Brał udział w kerczeńsko-teodozyjskiej operacji desantowej, 10 stycznia 1942 ranny w głowę podczas walk w Starym Krymie, skierowany na leczenie. Od kwietnia 1942 do lipca 1943 dowódca kompanii, od lipca do listopada 1943 w 21 Samodzielnym Zapasowym Pułku Oficerskim, od listopada 1943 oficer Wydziału Operacyjnego Sztabu 197 Dywizji Strzeleckiej, od marca 1944 do marca 1945 dowódca batalionu i zastępca dowódcy 889 pułku strzeleckiego. Walczył na Froncie Białoruskim (listopad 1943 - luty 1944), 1 Froncie Białoruskim (luty – marzec 1944) i 1 Frontu Ukraińskim (kwiecień 1944 – marzec 1945), brał udział w operacji homelsko-rzeczyckiej, walkach pod Bobrujskiem, operacji lwowsko-sandomierskiej i dolnośląskiej. Szczególnie wyróżnił się podczas operacji lwowsko-sandomierskiej, gdy 29 lipca 1944 z grupą żołnierzy przeprawił się przez Wisłę k. Józefowa, później ubezpieczał forsowanie rzeki k. wsi Dorotka, następnie przez 40 dni na czele batalionu odpierał niemieckie ataki.
Uchwałą Prezydium Rady Najwyższej ZSRR z 23 września 1944 „za męstwo i heroizm, wykazywane w walkach z niemiecko-faszystowskimi najeźdźcami” otrzymał tytuł Bohatera ZSRR.
W 1948 roku ukończył studia w Akademii Wojskowej im. M. Frunzego, w 1957 roku w Wojskowej Akademii Sztabu Generalnego. Nadal pełnił służbę na stanowiskach dowódczych w tym w Sztabie Generalnym. Od 1966 roku dowodził armią, a w latach 1968–1970 Północnokaukaskim Okręgiem Wojskowym.
W latach 1970–1972 był szefem Głównego Zarządu Kadr Ministerstwa Obrony ZSRR. W latach 1972–1986 - Szefem Obrony Cywilnej - wiceministrem obrony ZSRR. Od 1986 roku był w Grupie Generalnych Inspektorów Ministerstwa Obrony ZSRR.
Deputowany do Rady Najwyższej ZSRR 8-11 kadencji.
Pochowany na Cmentarzu Nowodziewiczym w Moskwie.

## Odznaczenia
- Złota Gwiazda Bohatera Związku Radzieckiego (23 września 1944)
- Order Lenina (czterokrotnie - 23 września 1944, 31 października 1967, 21 lutego 1978 i 13 sierpnia 1981)
- Order Czerwonego Sztandaru (dwukrotnie - 4 marca 1945 i 12 sierpnia 1971)
- Order Aleksandra Newskiego (25 maja 1944)
- Order Wojny Ojczyźnianej I klasy (11 marca 1985)
- Order Czerwonej Gwiazdy (5 listopada 1944)
- Order „Za służbę Ojczyźnie w Siłach Zbrojnych ZSRR” III klasy (30 kwietnia 1975)
- Medal „Za zasługi bojowe”
- Order Tudora Vladimirescu I klasy (Rumunia)
- Order Ludowej Republiki Bułgarii I klasy (Ludowa Republika Bułgarii, 1974)
- Krzyż Komandorski Orderu Odrodzenia Polski III klasy (PRL, 1973)
- Order Czerwonego Sztandaru (Mongolska Republika Ludowa, 6 lipca 1971)
- Order Czerwonego Sztandaru (Demokratyczna Republika Afganistanu, 1985)

I inne.